# 514

514(오백십사)는 513보다 크고 515보다 작은 자연수다.

## 수학
- 합성수로, 그 약수는 1, 2, 257, 514다. 진약수의 합은 260이므로, 514는 부족수다.
  - 158번째 반소수다. 앞의 반소수는 511, 다음 반소수는 515다.
- 19번째 중심있는 삼각수다. 앞의 중심있는 삼각수는 460, 다음은 571이다.
- {\displaystyle 514=15^{2}+17^{2}}
  - 연속하는 두 홀수의 제곱합으로 나타낼 수 있으며, 이 성질을 지닌 앞의 수는 394, 다음 수는 650이다.
- {\displaystyle 514=2^{9}+2^{1}}
- 정514각형은 작도할 수 있다.

## 과학
- NGC 514(영어판): 물고기자리 방향에 있는 중간나선은하.
- 글리제 514(영어판): 처녀자리 방향에 있는 적색왜성.

## 교통

### 철도
- 514 체리(영어판)
- 수도권 전철 5호선 마곡역의 역번호.

### 도로
- 514번 지방도: 충청북도 옥천군 이원면 원동리에서 대구광역시 군위군 효령면까지 이어지는 대한민국의 지방도.
- 현도 제514호선

## 군사
- U-514(영어판, 독일어판): 제2차 세계 대전에 사용된 나치 독일의 군용 잠수함.

## 문화유산
- 대한민국의 보물 제514호: 영천 은해사 운부암 금동보살좌상
- 대한민국의 사적 제514호: 창녕 교동과 송현동 고분군

## 방송
- KT HCN의 IB 스포츠 채널 번호.

## 기타
- 날짜: 5월 14일
  - 5·14 청소년 행동의 날 (2006년)
- 연도: 514년, 기원전 514년